# Sến bo bo
Sến bo bo hay còn gọi là vên vên nghệ, vên vên bộp, vên vên trắng, có danh pháp khoa học là Shorea hypochra. Đây là một loài cây thuộc họ Dầu, phân bố ở Campuchia, Malaysia, Thái Lan và Việt Nam.